# Ophthalmosauridae
Ophthalmosauridae (лат., от др.-греч. ὀφθαλμός — глаз и σαῦρος — ящер) — семейство ихтиозавров, принадлежащее кладе Thunnosauria, живших с триасового по меловой период во всех водах мирового океана.
Термин ввёл Appleby в 1956 году. В 1999 году Ryosuke Motani объединил в семействе последнего общего предка Brachypterygius и офтальмозавра и всех их потомков, а также синонимизировал термины Ophthalmosauridae и Opthalmosauria. В соответствии с правилом первенства за таксоном закрепилось первое название.
Представители семейства были некрупными или средними по размеру ихтиозаврами длиной от 3 до 7 м, питавшимися, в основном, мелкой рыбой и головоногими моллюсками. Обтекаемая форма тела позволяла Ophthalmosauridae развивать огромную скорость в толще воды. Офтальмозавр — типовой представитель семейства, включающего также других ихтиозавров с характерными большими глазами, благодаря которым типовой род и семейство получили свои названия.
На протяжении истории изучения Ophthalmosauridae у палеонтологов неоднократно возникали сомнения по поводу валидности тех или иных родов и видов. Южноамериканский Mollesaurus periallus считался синонимичным офтальмозавру, но в 2014 году обрёл статус отдельного рода. Российский Undorosaurus тоже обрёл обособленность от офтальмозавра. Описанный в 1993 году вид Ophthalmosaurus chrisorum из поздней юры острова Мелвилл, Канада, в 2010 году был выделен в отдельный род Arthropterygius. Рода Yasykovia, Khudiakovia и Ancanamunia считаются синонимичными офтальмозавру.

## Разнообразие

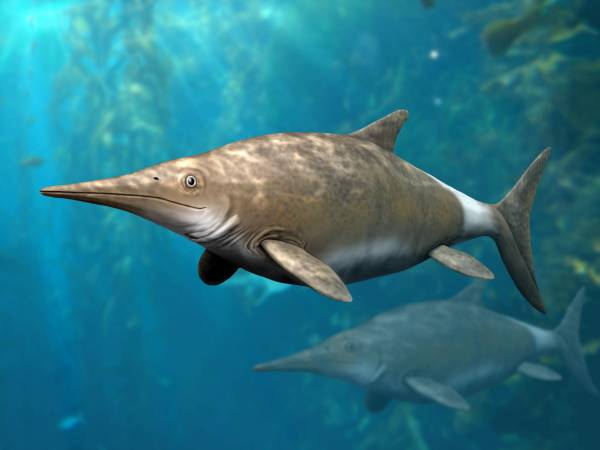
Brachypterygius extremus

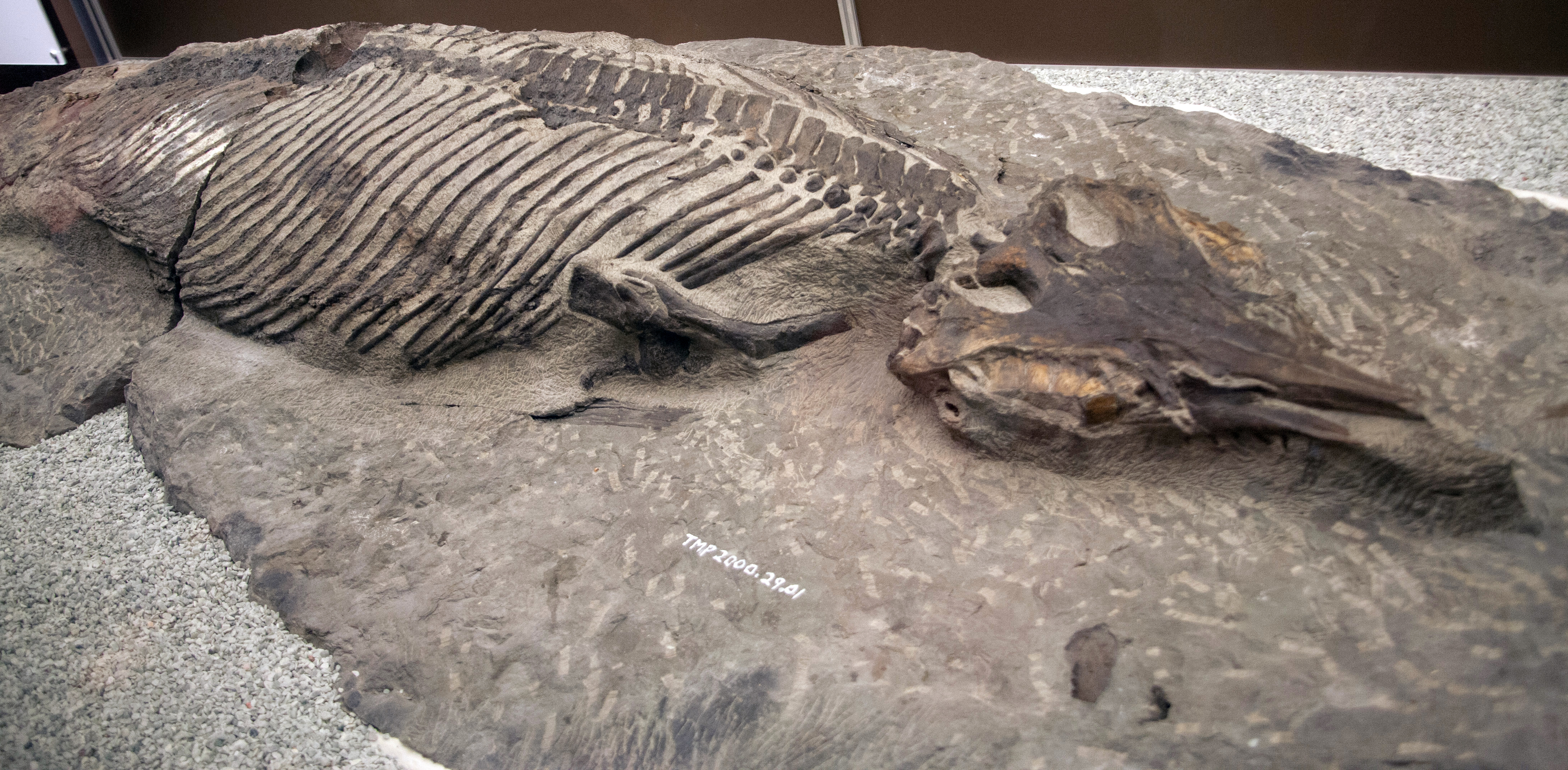
Platypterygius americanus

Наиболее древние представители семейства — Mollesaurus и безымянные Ophthalmosauridae из Аляски (образец UAMES 3411 из формации Tuxedni раннего байосского яруса) и Аргентины (аален-байосс). Есть также сведения о находке неопределённого вида офтальмозавра (Ophthalmosaurus) в отложениях Восточной Гренландии, возраст которых оценивается примерно от 201 до 175 миллионов лет.
К концу юрского периода Ophthalmosauridae распространяются почти во всему мировому океану. В 1997 году были описаны останки Brachypterygius, обнаруженные на Мадагаскаре. Ранее считалось, что представители этого рода обитали только в западной части Тетиса. Окаменелости Paraophthalmosaurus найдены на территории посёлка Горный в Саратовской области. После открытия в 1997 году этот род признавали синонимом к Ophthalmosaurus, но в 2014 году Архангельский и Зверьков подтвердили его самостоятельность. Cryopterygius и Palvennia — Ophthalmosauridae из верхнеюрских отложений Шпицбергена, Норвегия. Оба получили научное описание в 2012 году. В 2016 году новый Ophthalmosauridae был обнаружен в киммериджско-титонских слоях Италии. Животное получило название Gengasaurus nicosiai в честь города Дженга и профессора Umberto Nicosia.
После юрского периода численность Ophthalmosauridae начинает падать, но их окаменелости мелового возраста тоже распространены широко. Sveltonectes — ихтиозавр, живший в меловой период на территории Ульяновской области, Россия, около 128 млн лет назад. Maiaspondylus открыт в альбских (около 113 — 100 млн лет назад) отложениях окрестностей Хей-Ривер в Канаде. Последние Ophthalmosauridae вымерли к концу сеноманского яруса, в их числе Platypterygius, Sisteronia и найденный в Саратовской области Pervushovisaurus, до 2014 года известный под названием Platypterygius bannovkensis. Фрагментарный ростр Platypterygius из Нортленда, Новая Зеландия, может происходить из ещё более поздних отложений, но определение точного возраста находки вызывает трудности из-за смешения слоёв мезозоя и кайнозоя.

## Классификация
- Семейство Ophthalmosauridae Appleby, 1956
  - Arthropterygius Maxwell, 2010[24]
  - Gengasaurus Parapella et al., 2016 [16]
  - Keilhauia Delsett et al., 2017[25]
  - Muiscasaurus Maxwell et al., 2015[26]
  - Nannopterygius von Huene, 1922[4]
  - Подсемейство Ophthalmosaurinae Baur, 1887
    - Acamptonectes Fischer et al., 2012
    - Cryopterygius Druckenmiller et al., 2012
    - Janusaurus Roberts et al., 2014
    - Leninia Fischer et al., 2013
    - Mollesaurus Fernandez, 1999
    - Ophthalmosaurus Seeley, 1874
    - Palvennia Druckenmiller et al., 2012
    - Paraophthalmosaurus Arkhangelsky, 1997[3]
    - Undorosaurus Efimov, 1999

  - Подсемейство Platypterygiinae Arkhangelsky, 2001
    - Aegirosaurus Bardet and Fernandez, 2000
    - Athabascasaurus Druckenmiller and Maxwell, 2010
    - Brachypterygius von Huene, 1922
    - Caypullisaurus Fernández, 1997
    - Grendelius (=Otschevia) McGowan, 1976[27]
    - Maiaspondylus Maxwell and Caldwell, 2006
    - Pervushovisaurus Arkhangelsky, 1998
    - Platypterygius von Huene, 1922
    - Simbirskiasaurus Otschev and Efimov, 1985
    - Sisteronia Fischer et al., 2014
    - Sveltonectes Fischer et al., 2011